# Alfredo Piàn
 Alfredo Piàn  va ser un pilot de curses automobilístiques argentí que va arribar a disputar curses de Fórmula 1.
Piàn va néixer el 21 d'octubre del 1912 a Las Rosas, Argentina. Va morir el 25 de juliol del 1990.

## A la F1
Va participar en la segona cursa de la història de la Fórmula 1 disputada el 21 de maig del 1950, el GP de Mònaco, que formava part del campionat del món de la temporada 1950 de F1, on va participar en aquesta única cursa.
Alfredo Piàn va fer el sisè millor temps a les pràctiques, però va patir un accident amb el guarda rail que li va provocar ferides a la cama que li van impedir disputar la cursa.
Piàn ja no va tornar a provar de córrer cap més cursa de F1.

## Resultats a la Fórmula 1
| Any  | Equip              | Xassís   | Motor    | 1   | 2       | 3   | 4   | 5   | 6   | 7   | Posició | Punts |
| ---- | ------------------ | -------- | -------- | --- | ------- | --- | --- | --- | --- | --- | ------- | ----- |
| 1950 | Esc. Achille Varzi | Maserati | Maserati | GBR | MON NVS | 500 | SUI | FRA | BEL | ITA | -       | 0     |

### Resum
| Curses: | Victòries: | Pòdiums: | Poles: | Voltes ràpides: | Punts: |
| ------- | ---------- | -------- | ------ | --------------- | ------ |
| 1       | 0          | 0        | 0      | 0               | 0      |